# Casanova, Francija
Casanova je naselje in občina v francoskem departmaju Haute-Corse regije - otoka Korzika. Leta 2006 je naselje imelo 304 prebivalce.

## Geografija
Kraj leži v osrednjem delu otoka Korzike znotraj naravnega regijskega parka Korzike, 8 km južno od Cort.

## Uprava
Občina Casanova skupaj s sosednjimi občinami Muracciole, Poggio-di-Venaco, Riventosa, Santo-Pietro-di-Venaco, Venaco in Vivario sestavlja kanton Venaco s sedežem v Venacu. Kanton je sestavni del okrožja Corte.
1. ↑  »Populations légales 2016«. Nacionalni inštitut za statistične in gospodarske raziskave. Pridobljeno 25. aprila 2019.